# 諏訪神社 (西尾市)
諏訪神社（すわじんじゃ）は、愛知県西尾市一色町にある神社。三河一色諏訪神社（みかわいっしきすわじんじゃ）と表記されることもある。旧社格は郷社。例祭は8月26日・27日であり（2018年まで）、26日には三河一色大提灯まつりと呼ばれる大提灯を献灯する祭りが催される。（2019年からは8月第4土・日）

## 祭神
- 建御名方命（たけみなかたのかみ）[2]

主祭神は建御名方命（たけみなかたのかみ）であるが、八坂刀売神（やさかとめのかみ）と菅原道真公を配祀している。建御名方命は大国主の第二子神であり、諏訪の発展に尽力したとされる。長野県諏訪湖周辺の諏訪大社を総本社とし、全国には約25,000社の諏訪神社があるとされるが、三河一色諏訪神社は鎮西大社諏訪神社（長崎市）・諏訪神社（神戸市）・諏訪神社（四日市市）・諏訪神社（横須賀市）・諏訪神社（藤沢市片瀬）に次ぐ6番目の御分社として登録されている。

## 歴史
創建年月日は不詳。室町時代の正親町天皇の治世の永禄年間（1558年-1570年）に、当地にやってきた行者が信濃国の諏訪大社の御分霊を請けて祠を建てたのが三河一色諏訪神社の創始であるとされる。神社の過去帳ではその行者（鳥居甚右衛門）が神職になっており、明治まで鳥居一族が14代続いている。系図から鳥居元忠と同じ一族とも考えられる。

## 祭礼
450年前頃のこの地の海には魔物が出て、田畑を荒したり処女を食べたりしていたが、三河一色諏訪神社の神前でかがり火をたいて祈祷を行ったところ、魔物は現れなくなったという伝承がある。江戸時代初期の寛文年間（1661年-1672年）には提灯を献灯するようになり、経済的な余裕が生じた江戸時代中期には提灯が華美に発展した。幕末には競争が一段と激しくなり、西尾藩が「提灯を大きくしないよう」通達を行うほどだった。これが現在の三河一色大提灯まつりである。
三河一色の6組（間浜組・上組・中組・大宝組・宮前組・諏訪組）が、それぞれ3本の柱に屋根型の覆いを付け、大提灯を2張りずつ掲げて神前で献灯する。間浜組の提灯がもっとも大きく、大柱の高さは17m、大提灯の胴回りは直径5.6m、口輪は直径2.28mである。長さは10.0mであり、重さは93kgにも達する。諏訪組の提灯が最も小さく、直径3.64m、長さは5.91mである。極彩色による歴史や神話などを題材とした絵が描かれている。
1969年（昭和44年）10月29日には6組の提灯と柱組み一式が「一色の大提灯六組」として愛知県指定有形民俗文化財となった。これほどまでに大きな提灯は再現するべくもなく、柱組み同様に民俗資料の価値が高いとされている。前回の張り替えは1864年（元治元年）の中組が最も古く、1893年（明治26年）の大宝組がもっとも新しかった。1994年（平成6年）から2001年（平成13年）にかけて、約130年ぶりに全ての提灯を修復した。修復の総事業費は約1億2000万円だった。一色地域文化広場の西尾市立一色学びの館には大提灯のレプリカが展示されている。

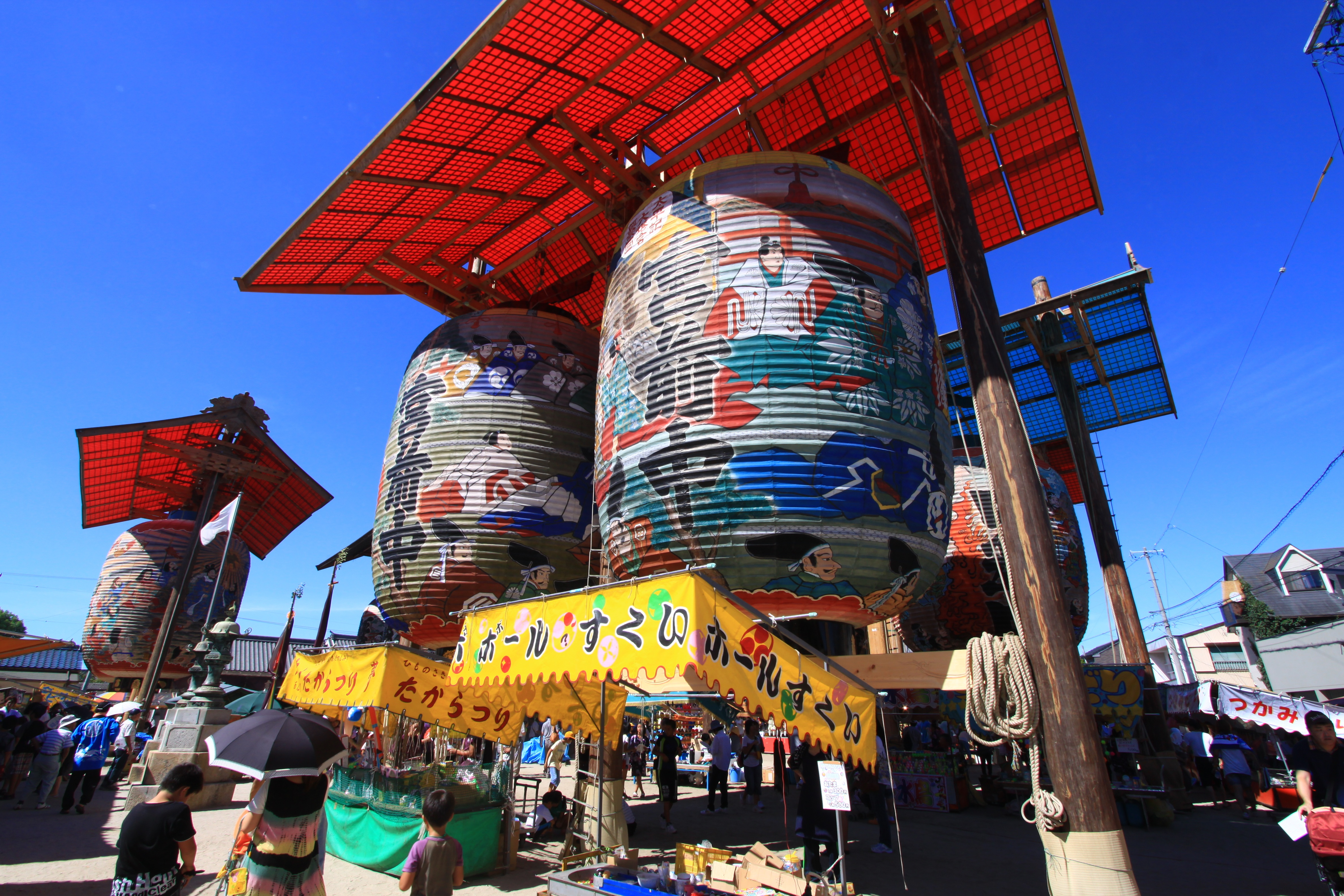
昼間の大提灯まつり
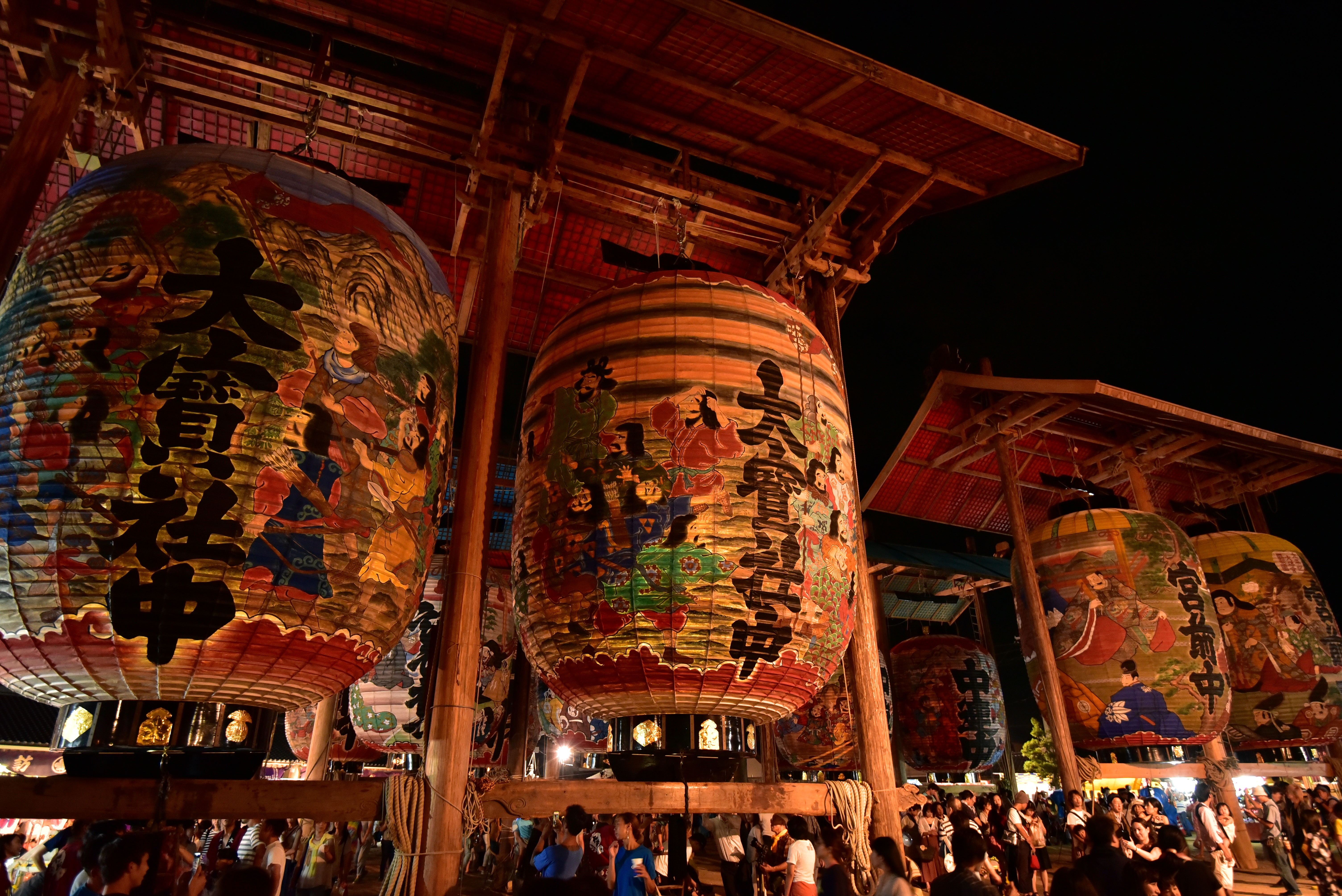
夜間の大提灯まつり
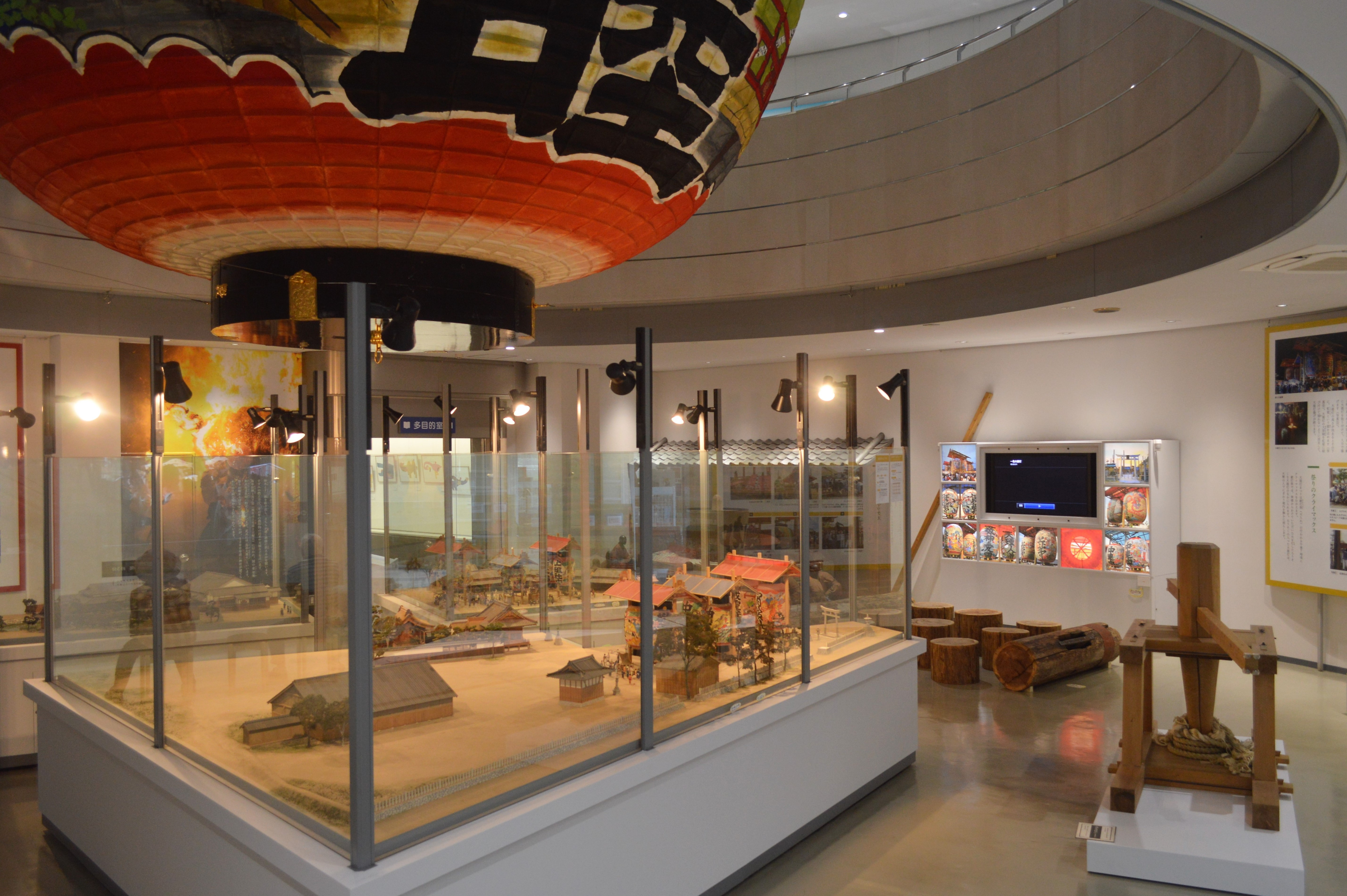
西尾市立一色学びの館に展示されているレプリカ

## 境内
- 社殿[9] - 檜材の流造であり、間口は2間、奥行は1間3尺。高欄階段付きである。屋根は檜皮葺。
- 拝殿[9] - 檜材の入母屋造であり、間口は4間3尺、奥行は3間1尺。
- 祭文殿[9] - 檜材。檜皮葺。
- 社務所[9]

### 境内社
- 神明社
- 秋葉社
- 稲荷社
- 三姫社

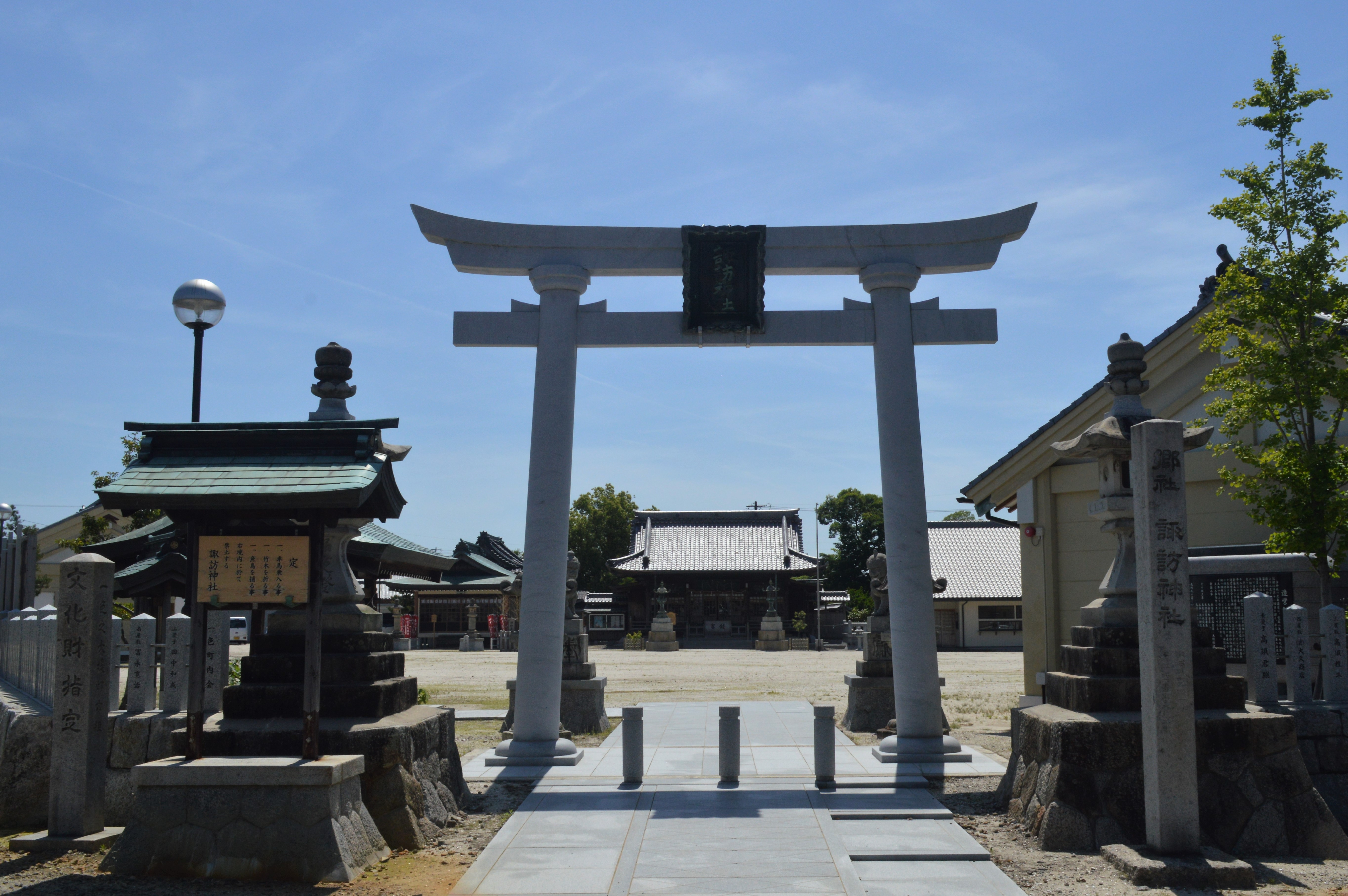
鳥居と境内
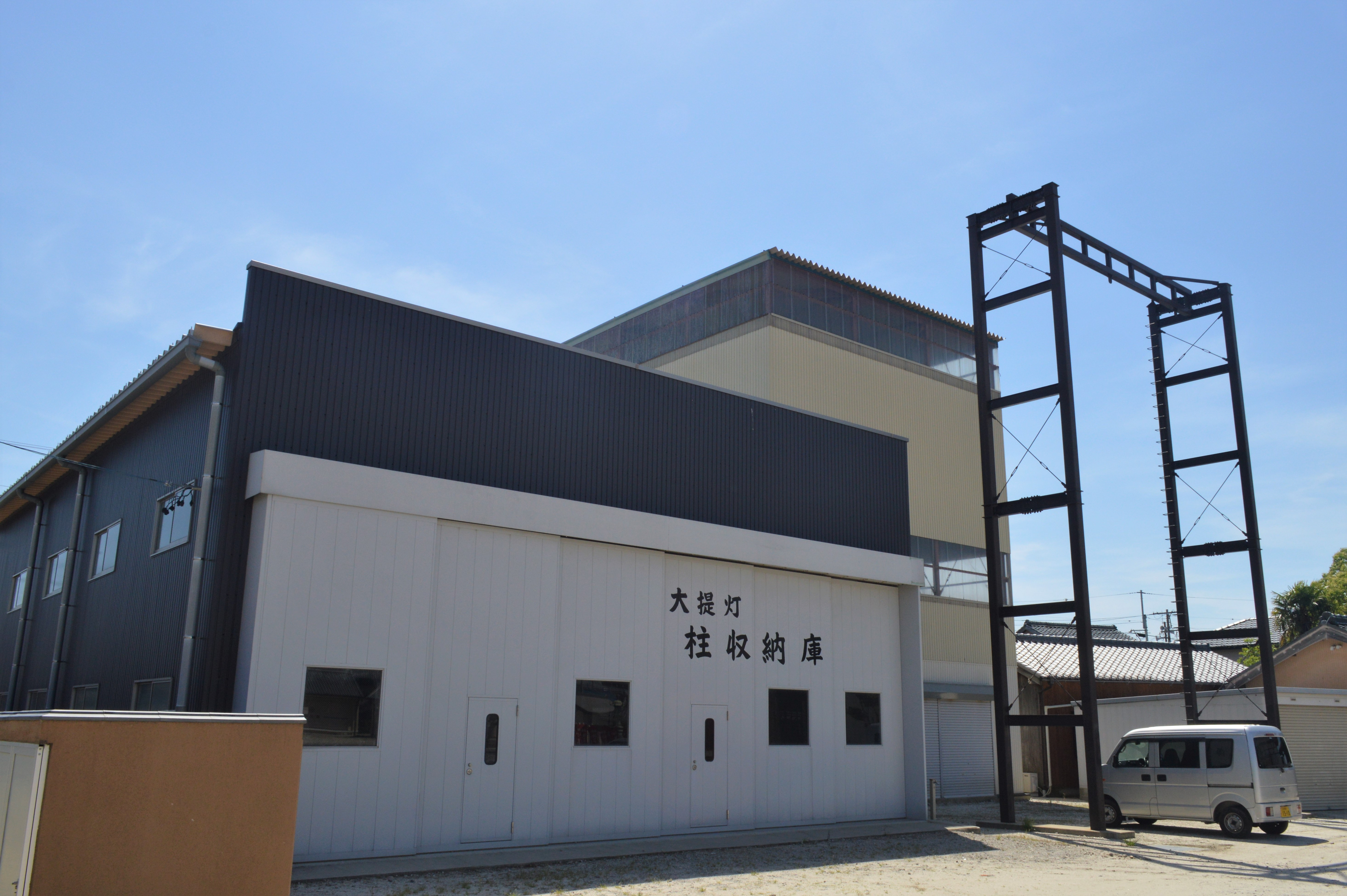
提灯柱収納庫
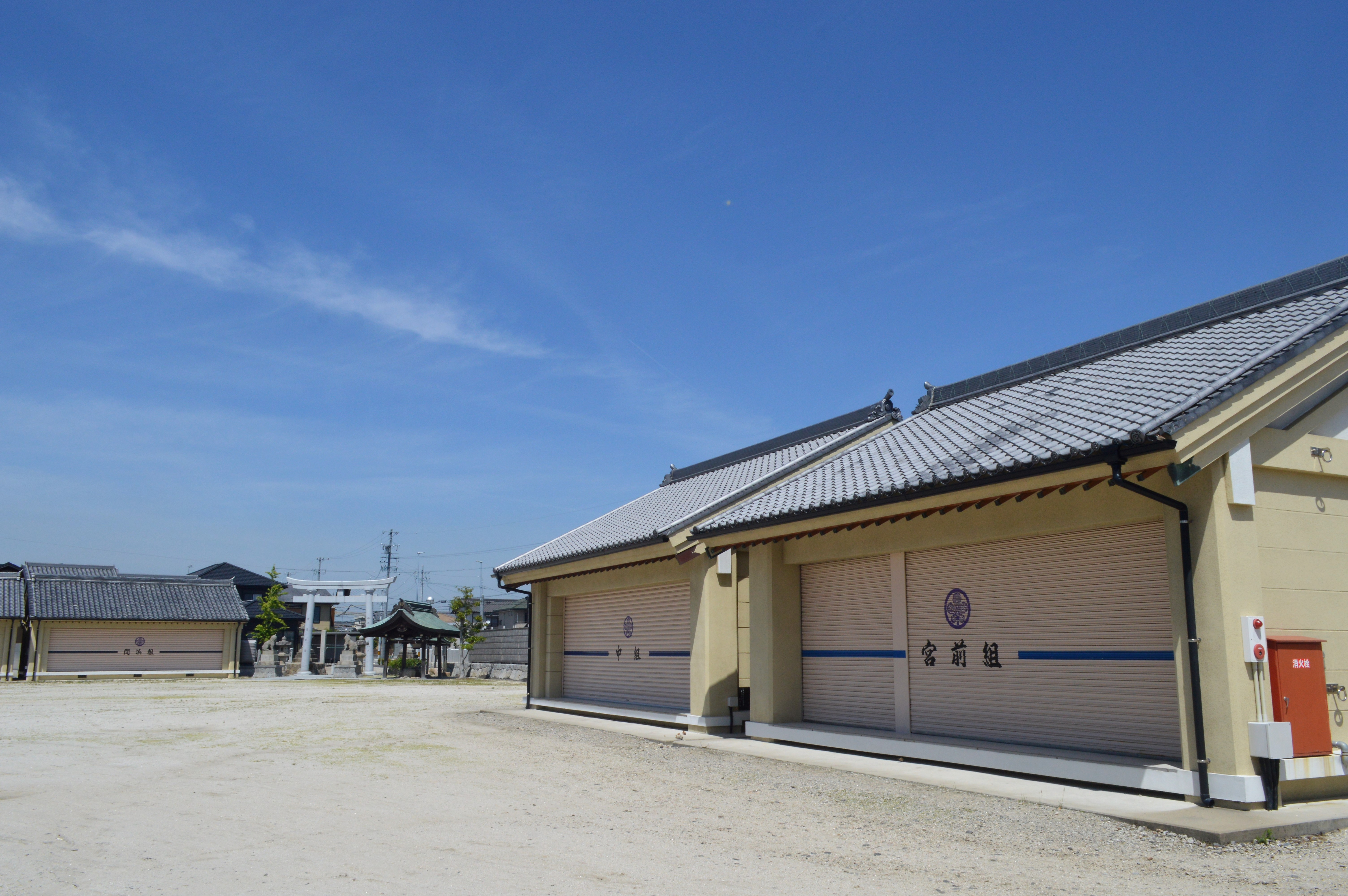
大提灯収蔵庫